# Cmentarz wojenny w Borowie (nr 160)
Cmentarz wojenny w Borowie – cmentarz z okresu I wojny światowej znajdujący się w powiecie opolskim, w gminie Chodel. Cmentarz usytuowany jest na zachód od wsi kilkadziesiąt metrów od drogi na Chodel, na skraju lasu. Ma kształt prostokąta o powierzchni około 3200 m² o wymiarach około 55 na 60 m. Teren cmentarza otoczony jest rowem i wałem ziemnym. Rosną na nim stare dęby i kasztany. W ewidencji austriackiej występuje jako Soldatenfriedhof nr 160 Borów. Znajduje się na nim 28 mogił zbiorowych (głównie w formie podłużnych kopców ziemnych o wymiarach około 7 na 2 m).
Na cmentarzu pochowano:
- około 480 żołnierzy austro-węgierskich, poległych jesienią 1914 z następujących jednostek: głównie krakowskiego 13 Pułk Piechoty
- 19 żołnierzy austro-węgierskich, poległych w lipcu i sierpniu 1915 z następujących jednostek: 15, 31, 32 Pułku Piechoty Honvedu, 9 i 10 Pułku Piechoty Austro-Węgier[1]
- około 140 żołnierzy rosyjskich poległych w 1914, oraz 3 zmarłych w 1915.

Na cmentarzu znajduje się także:
- symboliczna mogiła 4 żołnierzy Narodowych Sił Zbrojnych rozstrzelanych przez Niemców 10 października 1943 roku
- mogiła podporucznika Jerzego Stefańskiego ps. Ce-dur, żołnierza AK i WIN z oddziału Hieronima Dekutowskiego „Zapory”
- zbiorowa symboliczna mogiła 17 żołnierzy AK, WINu i oddziału Zapory zastrzelonych przez funkcjonariuszy NKWD i UB w latach 1944-1956, których ciała zostały wywiezione do prosektorium Akademii Medycznej w Lublinie i nie zwrócone rodzinom.